# 維他露食品
維他露食品股份有限公司是總部位於台灣台中工業區的跨國飲料公司，為維他露集團核心公司，現任董事長是邵瑋霖，前身為1956年創立的源興大效堂製藥廠。維他露食品旗下飲料品牌包括舒跑、御茶園、每朝健康、維他露P等。

## 沿革
維他露食品的前身是1956年由許恩賜創立、位在台中市忠孝路之「源興大效堂製藥廠」，許𩄍金從高職畢業後隨父親許恩賜一同經營。某日，許𩄍金與父親在廠內商討廠務，當時感冒的他想服用廠內製造的維他命片，但一時找不到開水，便以一旁的汽水代替，他不慎將維他命片掉入汽水中，卻覺得這樣的組合很好喝且營養，因此他開始研究維他命飲料，並在不久後推出「維他露P」飲料，P的意思是「Power」，並在1964年將公司改名為「維他露」。隨著維他露P廣受歡迎，維他露P成為維他露的主力商品。1988年，工廠遷至台中工業區，占地12000坪。
1994年，維他露耗資新台幣4億元在北京市設廠，試圖進軍中國大陸，但因抓不到市場需求而慘賠。北京維他露賣給旺旺集團後，維他露便退出中國大陸市場。
2004年，許𩄍金年事已高，因病退休，將維他露食品交給長女許薰瑩的長子邵瑋霖接班。
2007年，維他露食品的年營業額達到新台幣80億元。

## 旗下品牌
「維他露P」在1956年推出，維他露P的代言人包括胡瓜、鄭進一、酒井法子、梁靜茹、王力宏、邱澤、徐薇等人。
「淇淋西打」於1970年推出，是為了對抗蘋果西打而推出的非酒精飲料，由鄧麗君代言。
「舒跑」運動飲料在1981年推出，取自「Sport」（運動）的音譯。當時許𩄍金注意到蔣經國政府正在推行全民運動的風潮，並想到美國的開特力與日本寶礦力水得，認為台灣可以推展運動飲料，便到日本學習相關經驗，回台後於1981年推出運動飲料「舒跑」，並在之後推動「舒跑杯路跑競賽」。由於當時的民風較為保守，為鼓勵女性出外運動，舒跑特意採用女性跑者作為商標。舒跑的代言人包括李察·狄恩·安德森、孫燕姿等。
「御茶園」是在2001年推出的無糖茶飲品牌。起因於邵瑋霖熱衷於品茗，他認為台灣有開發無糖飲料市場的潛力，於2001年推出台灣首款無糖茶飲御茶園，並請徐若瑄代言。2015年時，極上品茶葉公司控告御茶園系列的「極上紅茶」使用了「極上」商標，在台北地檢署審理後認為維他露公司並未違反商標法，雙方事後達成和解。依據市場研究公司凱度做出的2018年度「亞洲品牌足跡報告」顯示，御茶園是2018年度的台灣品牌當中成長速度第三快的品牌。

## 相關業務
- 1982年，維他露舉辦「舒跑杯路跑競賽」，最初在台中舉辦，之後也拓展到台北、高雄等地。在2017年、2018年舉辦的賽事中，台中場的參賽人數約3萬人。[10][11]
- 1991年，維他露集團成立基金會[12]，2016年3月15日，維他露集團舉行60周年慶暨維他露基金會25週年慶祝典禮。[13]
- 1993年，蔣緯國因有意競選總統，打算將宜寧中學脫手，許𩄍金耗資新台幣15億元買下並接任董事長。[2]
- 1994年，在許𩄍金的贊助下推出登山雜誌《台灣山岳》，在許𩄍金逝世後，由其長女許薰瑩擔任社長。[12]
- 2018年，維他露入股台灣農林，希望能投資位於屏東的老埤農場，為維他露食品公司提供品質穩定的茶葉。[1][14]

## 外部連結
- 維他露官方網站